# Отражение
 Тази статия е за физическото явление.  За математическата трансформация вижте Отражение (математика).  
Отражението е промяна в посоката на фронта на вълна на границата между две различни среди, при което фронтът на вълната се връща в средата, от която идва. Обичайни примери са отражението на светлина, звук или водни вълни.
Отражение се получава, когато светлината се връща, отразява от дадена повърхност. Ако повърхността е гладка, явлението се нарича огледално отражение. Най-простият пример за това е отражението от огледало. При неравна повърхност, лъчите светлина се разпръскват в много различни посоки и това се нарича дифузно отражение, тъй като светлината е дифузирана и лъчите са разпръснати.
Физическите свойства на повърхността силно влияят на начина, по който светлината се отразява, пречупва или абсорбира. Полупрозрачните метериали позволяват на светлинните лъчи да се абсорбират и отразяват, дори да се отразяват под повърхността. Такова явление (наречено още подповърхностно разпръскване) е често срещано в реалния свят, при което светлината се дифузира вътре в самия обект. Кожата е чудесен пример за това. Някои материали отразяват светлината различно спрямо положението и ъгъла на окото (например многоцветните материи като машинното масло). Меки, мъхести материи създават впечатлението, че се влияят от ъгъла на светлината поради сложния начин, по който повърхностната форма поема лъчите, гледано на микроскопично ниво. Отражението нараства заедно с ъгъла на падане. Например прозорец, в който се отразява дифузираната светлина от небето, гледан от малък ъгъл, изглежда че има по-силно, по-ясно отражение отколкото същия прозорец, гледан под прав ъгъл.